# Горно-Новково
Горно-Новково (болг. Горно Новково) — село в Болгарии. Находится в Тырговиштской области, входит в общину Омуртаг. Население составляет 187 человек (2022).

## Политическая ситуация
Горно-Новково подчиняется непосредственно общине и не имеет своего кмета.
Кмет (мэр) общины Омуртаг — Неждет Джевдет Шабан Движение за права и свободы (ДПС)) по результатам выборов.